# McDonnell Douglas YC-15
El McDonnell Douglas YC-15 fue un avión de transporte militar táctico de despegue y aterrizajes cortos (STOL), de cuatro reactores. Fue la propuesta de McDonnell Douglas en la competición Transporte Medio STOL Avanzado (Advanced Medium STOL Transport, AMST) de la Fuerza Aérea de los Estados Unidos, que buscaba reemplazar al Lockheed C-130 Hercules como transporte STOL táctico estándar de la misma. Al final, ni el YC-15 ni el Boeing YC-14 entraron en producción, aunque el diseño básico del YC-15 fue usado para crear el exitoso McDonnell Douglas (más tarde Boeing) C-17 Globemaster III.

## Diseño y desarrollo

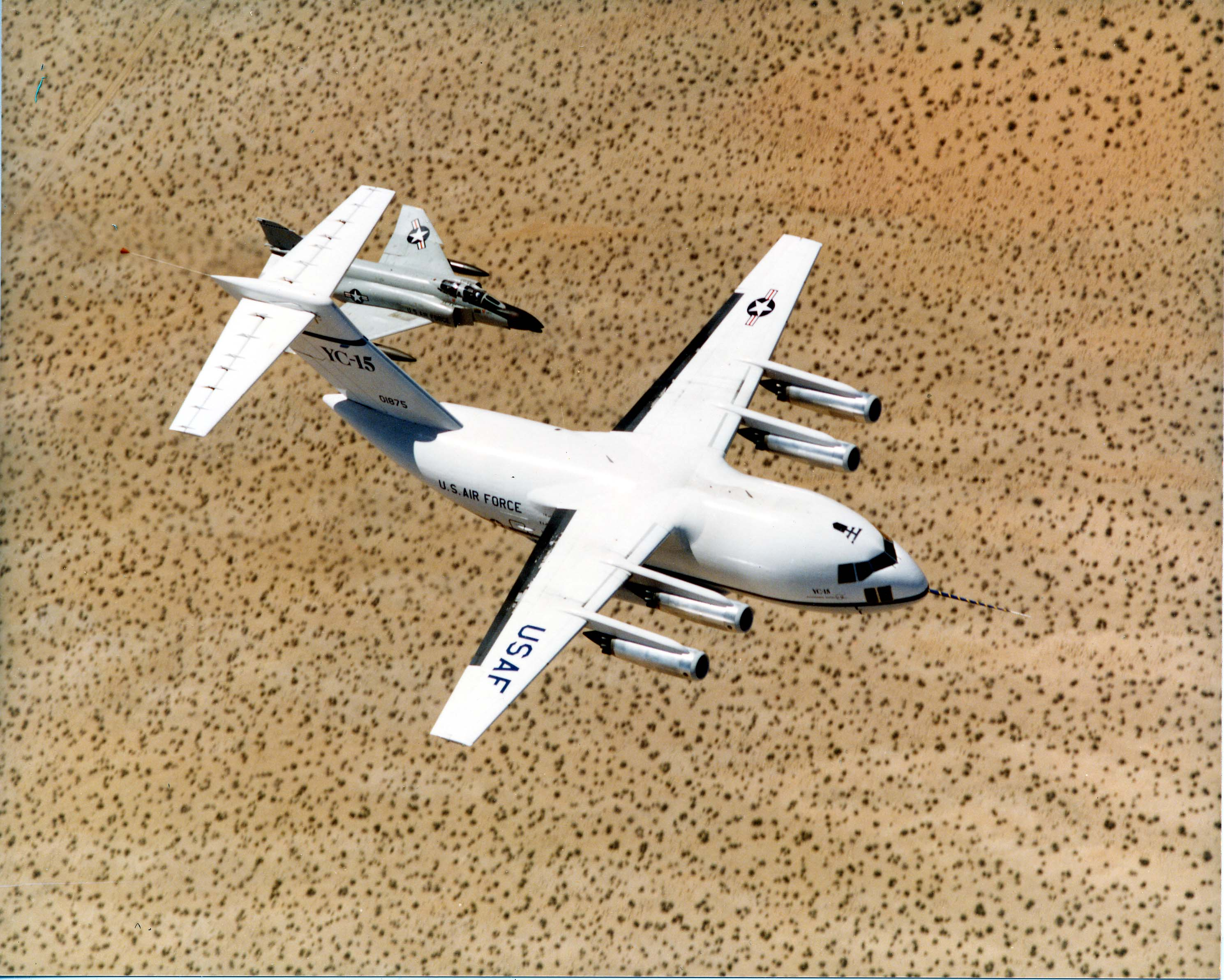
El primer prototipo del YC-15 realizando pruebas de vuelo, acompañado por un F-4 Phantom II.

En 1968, la USAF comenzó a trabajar en una serie de propuestas de prototipos, que conducirían a los programas AMST y Caza Ligero (Light Weight Fighter). La Solicitud de Propuestas (RPF) oficial fue emitida en enero de 1972, solicitando operaciones en campos semipreparados de 610 m con una carga útil de 12 000 kg y un radio operativo de 740 km. En comparación, el C-130 de la época necesitaba 1200 m con esa carga. Las propuestas fueron presentadas por Bell, Boeing, Fairchild, McDonnell Douglas y el equipo Lockheed/North American Rockwell en esta etapa de la competición. El 10 de noviembre de 1972 fueron seleccionadas las dos mejores ofertas (de Boeing y McDonnell Douglas). A las compañías se les concedieron contratos de desarrollo para dos prototipos por compañía. El de McDonnell Douglas fue designado YC-15.
El diseño de McDonnell Douglas incorporaba un ala supercrítica, resultado de una investigación de la NASA llevada a cabo por el ya famoso Richard Whitcomb. Este diseño de ala reduce dramáticamente la resistencia transónica hasta en un 30% comparada con perfiles más convencionales, al tiempo que ofrece una excelente sustentación a baja velocidad. La mayoría de los aviones contemporáneos utilizaban alas en flecha para reducir la resistencia, pero producían pobres prestaciones de manejo a baja velocidad, que las hacían poco adecuadas para realizar operaciones STOL.
El equipo de diseño también eligió usar flaps soplados externamente para aumentar la sustentación. Este sistema utiliza flaps doblemente ranurados para dirigir parte de los gases de escape hacia abajo, mientras que el resto de los gases pasan a través del flap y luego descienden en curva gracias al efecto Coandă. Aunque los efectos habían sido estudiados durante un tiempo por la NASA, junto con conceptos similares, hasta la introducción del turbofán, el escape caliente y concentrado de los motores existentes hacía difícil el uso del sistema. Por la época del proyecto AMST, los motores habían cambiado dramáticamente y ya proporcionaban mayores volúmenes de aire menos concentrado y mucho menos caliente. El prototipo del YC-15 fue el primer avión reactor en usar flaps soplados externamente.
En los siguientes prototipos se realizaron varias modificaciones que incluían un ordenador en el YC-15 que calcularía el mejor ángulo de flap para varias condiciones de vuelo, según el peso cargado dado. Juntas, estas modificaciones ofrecían una reducción en la velocidad de aproximación de 10 nudos.
Para el YC-15 se usaron cuatro motores, versión del Pratt & Whitney JT8D-17 ampliamente usado por el Boeing 727 y el Douglas DC-9. El YC-15 tomaba prestados componentes de otros aviones de McDonnell Douglas, procediendo el tren delantero del Douglas DC-8 y la sección de morro y la cabina derivando del Douglas DC-10. Las piezas tomadas prestadas de otros aviones incluyen la Instalación de Rampa Universal para Receptáculo de Reabastecimiento Aéreo (Universal Aerial Refueling Receptacle Slipway Installation, UARRSI), tomada de un Fairchild A-10, barras estabilizadoras antivuelco del Lockheed C-141 Starlifter, bombas tomadas de los McDonnell Douglas F-15 Eagle, Lockheed C-5 Galaxy, DC-9 y C-141, y actuadores tomados de los C-5 Galaxy y DC-10. Además, el sistema de refrigeración ambiental estaba formado de componentes tomados de los DC-9, C-141 y Boeing KC-135.
El espacio de carga interior del YC-15 era grande, con unas dimensiones de 14,33x3,6x3,47 m.
El YC-15 fue el primer avión en ofrecer a los pilotos un presentador de datos frontal (HUD). Estaba especialmente diseñado para auxiliar en los aterrizajes en campos pequeños, mostrando a los pilotos el horizonte, el nivel de la trayectoria de vuelo, el indicador de la velocidad del aire y el punto de toma.

## Historia operacional

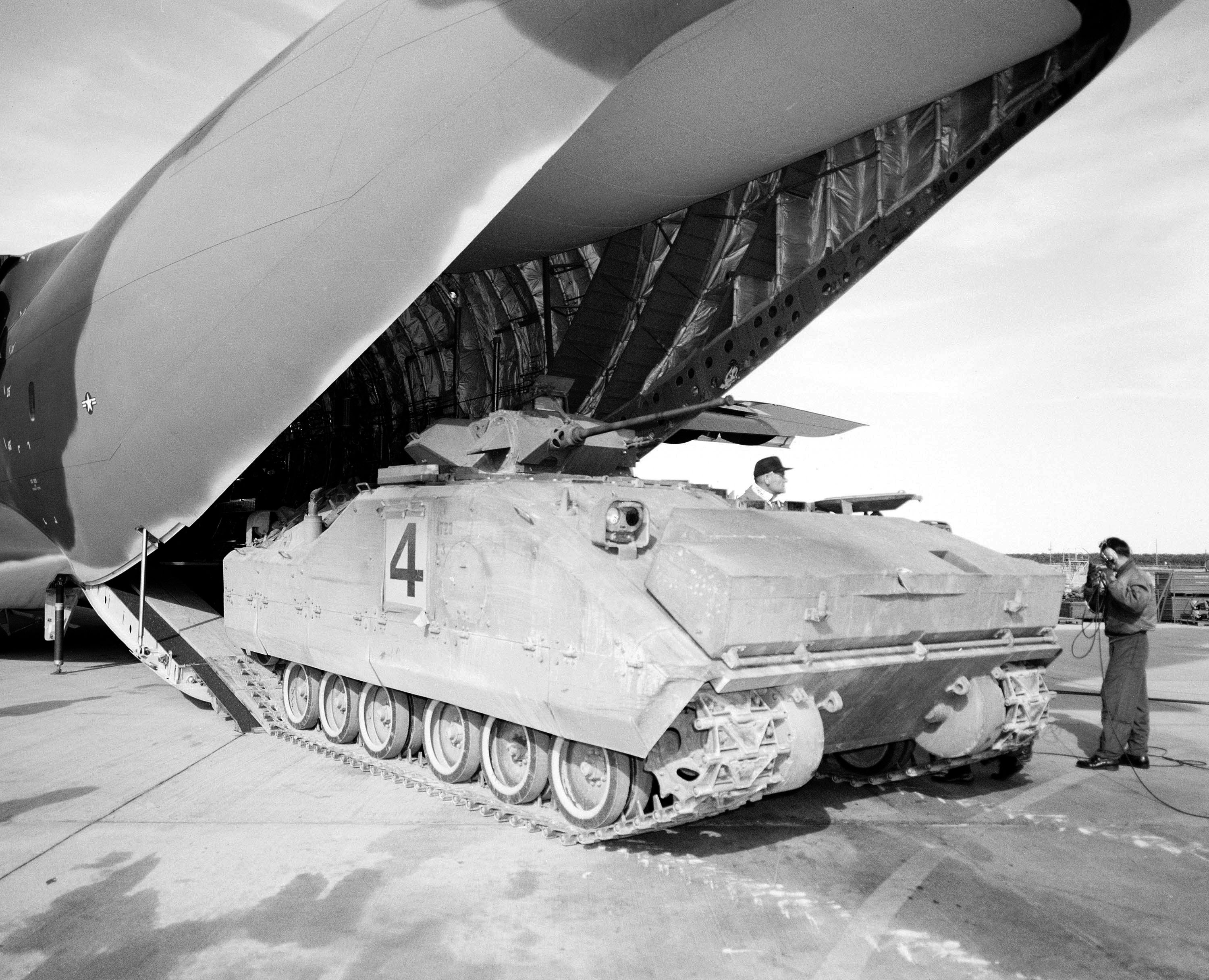
El prototipo XM723 siendo descargado desde un YC-15 durante unas prueba, 1977.

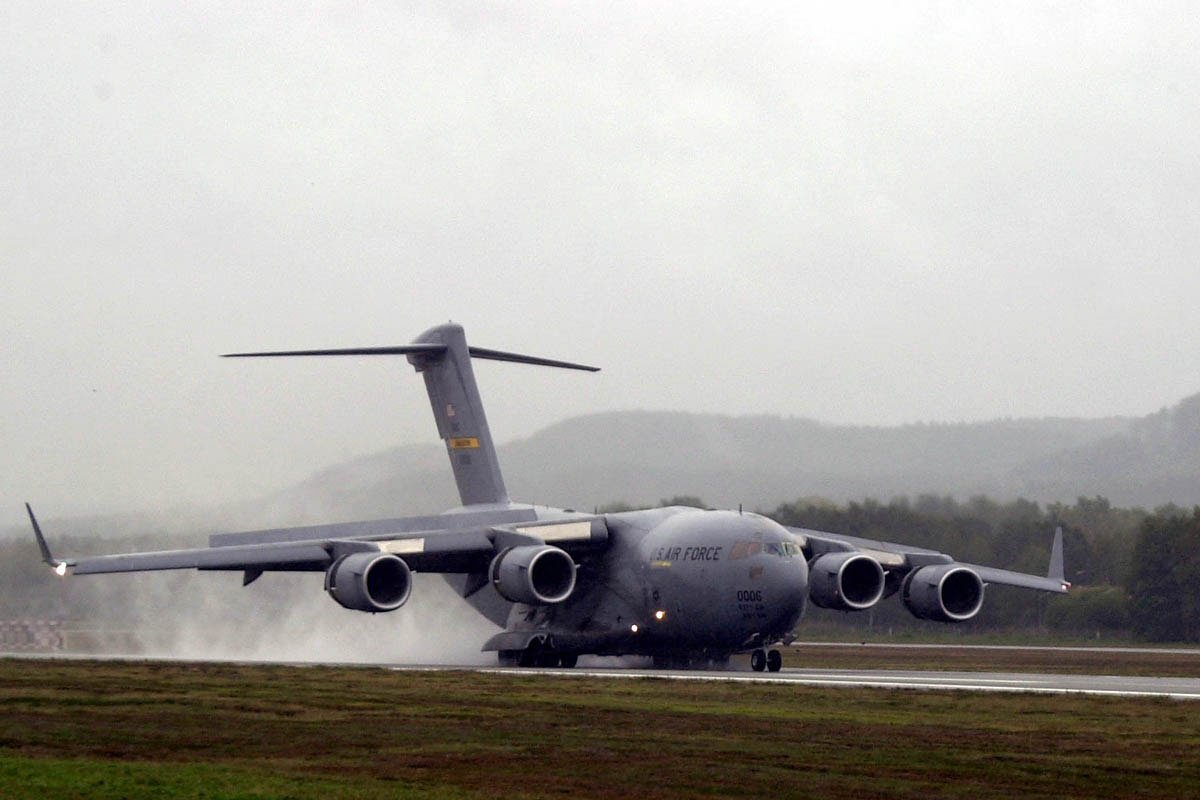
El más grande C-17 Globemaster III, derivado del YC-15, comparte una configuración similar, aunque posee alas en flecha.

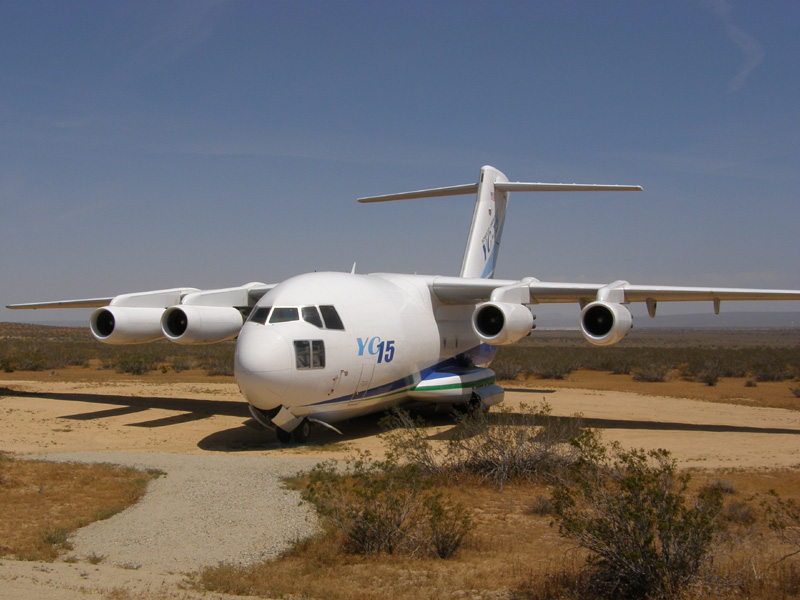
El primer YC-15 en la exhibición Century Circle en la Base de Edwards de la Fuerza Aérea.

Se construyeron dos YC-15, uno con una envergadura de 34 m (#72-1876) y el otro de 40 m (#72-1875). Ambos tenían 38 m de largo y estaban propulsados por cuatro motores Pratt & Whitney JT8D-17, cada uno de 69 kN (15 500 lbf) de empuje.
El primer vuelo fue el 26 de agosto de 1975. El segundo prototipo lo siguió en diciembre. Fueron probados durante un tiempo en McDonnell Douglas, ya que el contendiente de Boeing no estuvo listo hasta casi un año después. En noviembre de 1976, ambos diseños fueron transferidos a la Base de Edwards de la Fuerza Aérea para realizar unas pruebas comparativas, que incluían el transporte de cargas pesadas como carros de combate y artillería desde aeródromos no preparados en Graham Ranch, al final de la Runway 22.
En la Fase II del programa de pruebas de vuelo se probó un Pratt & Whitney JT8D-209 con nuevo compresor en la góndola número 1 del 72-1876, y se probó un CFM International CFM56 en la góndola número 1 del 72-1875. Además, se voló una nueva ala con la cuerda y la envergadura aumentadas en el 72–1875.
El YC-15 cumplía con las especificaciones en la mayoría de condiciones, pero no en todas. Era un muy buen avión STOL para su tamaño. Con un peso cargado de 67 721 kg, el YC-15 realizaba aproximaciones de aterrizaje corto a solo 161 km/h en una senda de planeo de 6°, con un régimen de descenso de 4,42 m/s; comparado con las aproximaciones normales realizadas a 235 km/h con un régimen de descenso típico de 2,44-3,66 m/s. Para los aterrizajes cortos, el punto de toma estaba a solo unos 90 m del final de la pista. Los pilotos del YC-15 probaron técnicas de aterrizaje con y sin recogida en el modo STOL. Debido a la lenta actuación de los reversores de empuje, las pruebas en la Edwards AFB mostraron que el avión era incapaz de detenerse consistentemente en condiciones hot and high en los 610 m requeridos.
Sin embargo, las semillas de la defunción del programa AMST ya habían sido sembradas. En marzo de 1976, el Jefe del Estado Mayor de la Fuerza Aérea, Gral. David C. Jones, solicitó al Mando de Sistemas de la Fuerza Aérea que investigara si era posible usar un único modelo del AMST para realizar ambas tareas de transporte aéreo estratégico y táctico, o, alternativamente, si era posible desarrollar derivados no STOL del AMST para realizar tareas de transporte aéreo estratégico. Esto condujo a una serie de estudios que básicamente decían que tales modificaciones no eran sencillas y que requerirían grandes cambios en cualquier diseño, para producir un avión mucho mayor.
La creciente importancia de las misiones estratégicas respecto a las tácticas condujo al final del programa AMST en diciembre de 1979. En noviembre del mismo año se formó la Fuerza de Tareas C-X para desarrollar el requerido avión estratégico con capacidad táctica. El programa C-X seleccionó una propuesta de un YC-15 agrandado y modernizado que más tarde se desarrolló en el C-17 Globemaster III. El Lockheed C-130 Hercules sería mejorado en el C-130J y permanece en servicio.
Después del programa de pruebas de vuelo, los dos aviones fueron almacenados en el AMARC, situado en la Base de la Fuerza Aérea Davis-Monthan. Un avión (72-1875) fue posteriormente trasladado al cercano Pima Air & Space Museum en 1981, pero fue devuelto al estado de vuelo por McDonnell Douglas en 1996; voló de nuevo el 11 de abril de 1997. El 16 de abril del mismo año, el avión fue trasladado hasta Long Beach (California), para apoyar al programa del C-17. El 11 de julio de 1998, el avión sufrió un fallo masivo del motor número 1 en vuelo, y realizó un aterrizaje de emergencia en Palmdale, California. Tras ser inspeccionado, el avión fue considerado demasiado caro de reparar y fue almacenado en Palmdale. En 2008, el avión fue trasladado por carretera hasta la Edwards AFB, donde está en exhibición en el área "Century Circle" del Museo del Centro de Pruebas de Vuelo de la Fuerza Aérea, justo por fuera de la puerta oeste de la base. La otra célula (72-1876), que había permanecido en la Celebrity Row del AMARC durante muchos años, fue destruida en el lugar en abril de 2012.

## Operadores
Estados Unidos
- Fuerza Aérea de los Estados Unidos

## Especificaciones

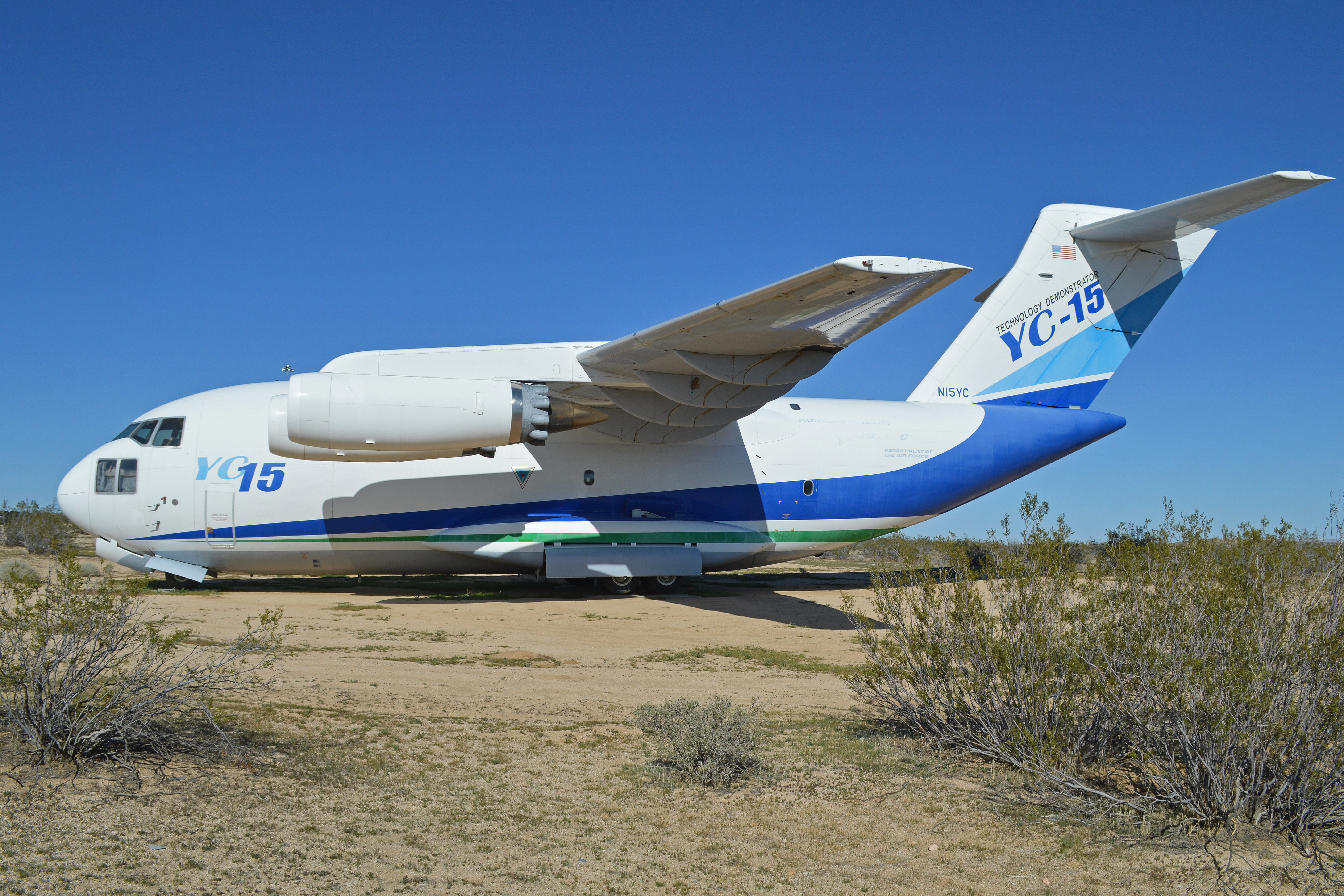
YC-15 expuesto en Edwards AFB en 2016.

Referencia datos: The Observer's Book of Aircraft.

### Características generales
- Tripulación: Tres
- Capacidad: Hasta 150 soldados o una carga de 35 toneladas
- Longitud: 37,9 m (124,3 ft)
- Envergadura: 33,6 m/40,4 m
- Altura: 13,2 m (43,3 ft)
- Superficie alar: 162 m² (1743,8 ft²)
- Peso vacío: 47 600 kg (104 910,4 lb)
- Peso máximo al despegue: 98 286 kg (216 622,3 lb)
- Planta motriz: 4× turbofán Pratt & Whitney JT8D-17.
  - Empuje normal: 72,5 kN (7393 kgf; 16 299 lbf) de empuje cada uno.

### Rendimiento
- Velocidad máxima operativa (Vno): 950 km/h (590 MPH; 513 kt)
- Velocidad crucero (Vc): 872 km/h (542 MPH; 471 kt)
- Alcance: 4810 km (2597 nmi; 2989 mi)
- Techo de vuelo: 9100 m (29 856 ft)

## Aeronaves relacionadas

### Desarrollos relacionados
- Boeing C-17 Globemaster III

### Aeronaves similares
- Boeing YC-14
- Armstrong Whitworth AW.681

### Secuencias de designación
- Secuencia C-_ (Aviones de Carga estadounidenses, 1962-presente): ← C-11 - C-12 - C-14 - C-15 - C-17 - C-18 - C-19 →